# Horqin
Horqin (chiń. 科尔沁区; pinyin Kē’ěrqìn Qū) – dzielnica i siedziba prefektury miejskiej Tongliao, w północno-wschodnich Chinach, w regionie autonomicznym Mongolia Wewnętrzna. W 1999 roku liczba mieszkańców dzielnicy wynosiła 781 769.